# Stazione di Buttrio
Stazione di Buttrio vasútállomás Olaszországban, Buttrio településen.

## Vasútvonalak
Az állomást az alábbi vasútvonalak érintik:
- Udine–Trieszt-vasútvonal

## Kapcsolódó állomások
A vasútállomáshoz az alábbi állomások vannak a legközelebb:
- Stazione di Udine
- Stazione di Manzano